# Жаклін Рюс
Жаклін Рюс (фр. Jacqueline Russ; 30 листопада 1934 — 7 вересня 1999) — французька вчена-філософ.

## Біографія
Здобула агрегацію та ступінь доктора філософії з дисертацією про нігілізм (1998).
Вона є авторкою численних університетських праць з філософії.
Померла 7 вересня 1999 року в Парижі. Похована на цвинтарі Пер-Лашез (20-ий відділ).

## Праці
- Знання і влада / Savoir et pouvoir, Hatier, 1980.
- Теорії влади / Les théories du pouvoir, Armand Colin, 1994.
- Словник філософії / Dictionnaire de philosophie, Bordas, 1991.
- Методи філософії / Les méthodes en philosophie, Armand Colin, 1992.
- Філософія, теми і тексти / Philosophie, thèmes et textes (terminales L, S, et ES), Armand Colin.
- Nouvel abrégé de philosophie (terminales L, S, et ES), Armand Colin.
- La dissertation et le commentaire de texte philosophiques, Armand Colin.
- La marche des idées contemporaines, Armand Colin, 1994.
- Пригода європейської думки / L'aventure de la pensée européenne, Armand Colin, 1995.
- Шляхи думки / Les chemins de la pensée, Bordas, 1998.
- Панорама філософських ідей / Panorama des idées philosophiques, Armand Colin 2000.

## Переклади українською
- Рюс, Жаклін. Поступ сучасних ідей: Панорама новітньої науки / Пер. з фр. Віктор Шовкун. — К: Основи, 1998. — 669 с. — ISBN 966-500-071-3